# 59. vestlige længdekreds
Den 59. vestlige længdekreds (eller 59 grader vestlig længde) er en længdekreds, der ligger 59 grader vest for nulmeridianen. Den løber gennem Ishavet, Nordamerika, Atlanterhavet, Sydamerika, det Sydlige Ishav og Antarktis.